# کوت قاضی
کوت قاضی (به انگلیسی: Kot Qazi) یک روستا در پاکستان است که در ناحیه چکوال واقع شده‌است.